# Jacob Pleydell-Bouverie (6e comte de Radnor)
Jacob Pleydell-Bouverie, 6e comte de Radnor, (8 juillet 1868 - 26 juin 1930), titré vicomte Folkestone de 1889 à 1900, est un homme politique du Parti conservateur britannique et un officier de l'armée britannique.

## Jeunesse
Pleydell-Bouverie est le fils de William Pleydell-Bouverie (5e comte de Radnor) et Helen Matilda Chaplin. Il fait ses études à la Harrow School et au Trinity College de Cambridge.

## Carrière
Après deux ans de service comme secrétaire privé adjoint du d'Henry Chaplin, de 1890 à 1892 il est élu à la Chambre des communes aux élections générales de 1892 comme député de la circonscription de Wilton dans le Wiltshire et occupe le siège jusqu'à ce qu'il accède à la pairie en 1900. En novembre 1901, il est élu maire de Folkestone pour l'année suivante et quand il quitte le poste l'année suivante, il fait don d'une somme égale au salaire à l'hôpital Victoria. Au cours de son année en tant que maire, il reçoit l'empereur allemand Guillaume II lors de sa visite à Shorncliffe pour inspecter un régiment de cavalerie en novembre 1902.
Au-delà de la vie politique, il est officier dans le 4e bataillon (volontaire), du régiment de Wiltshire. Il participe au service actif en Afrique du Sud en 1900 quand il se porte volontaire pour servir dans une compagnie attachée à un bataillon régulier pendant la seconde guerre des Boers. Il quitte Southampton pour Le Cap en février 1900 il revient plus tard la même année à la mort de son père. Il est promu au grade de lieutenant-colonel et puis de colonel commandant du 4e bataillon, et sert plus tard en Inde 1914-1917, où il est le brigadier-général de la Brigade Dehra Dun. En 1918, il est directeur de la production agricole pour le corps expéditionnaire britannique.
Il préside une Commission royale d'enquête sur le soin et le contrôle des faibles d'esprit, entre 1904 et 1908. Le 27 juin 1919, il est nommé lieutenant adjoint du Wiltshire.
Lord Radnor est gouverneur de l'hôpital français. Les comtes successifs de Radnor ont été gouverneurs de l'hôpital du XVIIIe siècle à 2015 .

## Famille
Avant d'hériter du comté, Pleydell-Bouverie épouse le 20 janvier 1891 Julian Eleanor Adelaide Balfour, fille de Charles Balfour, et ils ont dix enfants:
- Jeane Pleydell-Bouverie (23 mars 1892 - 1976), épouse le major (George) Gerald Petherick (décédé en 1946) en 1914.
- Katherine Pleydell-Bouverie (16 mai 1894 - 12 novembre 1961), épouse John Henry McNeile.
- William Pleydell-Bouverie (7e comte de Radnor) (1895-1968)
- Elizabeth Pleydell-Bouverie (27 juin 1897 - 1982)
- Edward Pleydell-Bouverie (10 septembre 1899 - 7 mai 1951), épouse Alice Pearl Crake, veuve de John Douglas-Scott-Montagu (2e baron Montagu de Beaulieu).
- Bartholemew Pleydell-Bouverie (6 avril 1902 - 31 octobre 1965), épouse d'une part Doreen Clare Hely-Hutchinson, fille de Richard Hely-Hutchison (6e comte de Donoughmore), puis Katherine Tod.
- Margaret Pleydell-Bouverie (26 juin 1903 - 17 septembre 2002), épouse le lieutenant-colonel Gerald Barry.
- Anthony Pleydell-Bouverie (26 mars 1905 - 25 juin 1961), épouse Anita Estelle Costiander.
- Helen Pleydell-Bouverie, OBE (2 janvier 1908 - 2003), mariée le 22 juillet 1931, le lieutenant-colonel David John Smith, fils de Frederick Smith (2e vicomte Hambleden).
- Peter Pleydell-Bouverie (19 octobre 1909 - 1981), épouse Audrey Evelyn James puis Audrey Kidston.